# Asse (Vlaams-Brabant)
Asse is een plaats en gemeente in het westen van de Belgische provincie Vlaams-Brabant en het arrondissement Halle-Vilvoorde. De gemeente Asse wordt tegenwoordig bij de Brabantse Kouters gerekend, en tegelijkertijd bij het Pajottenland terwijl Bekkerzeel en Zellik pas in de editie van 't Payottenland uit 1852  deel zijn gaan uitmaken van het naburige Pajottenland. De gemeente is de hoofdplaats van het gerechtelijk en bestuurlijk kanton Asse. Asse telt ruim 35.000 inwoners, die Assenaren worden genoemd. Het lokale dialect is het Asses. Asse is een gemeente die grenst aan het Brussels Hoofdstedelijk Gewest.

## Geschiedenis

### Romeinse periode
Asse ontstond op de Cuesta van Asse. Het werd waarschijnlijk al bewoond door de Nerviërs. Vanaf het midden van de eerste eeuw verbond een Romeinse heerweg Asse met de Nervische hoofdstad Bavay, Bagacum Nerviorum. Vanuit Asse was er verbinding met de nabijgelegen vicus van Elewijt en de vicus van Rumst. De Romeinen bouwden in deze nederzetting mogelijk een legerkamp.
In de wijk Kalkoven zijn talrijke archeologische vondsten gedaan. Daar bevond zich een belangrijke Romeinse vicus, gelegen aan een deverticulum. Zo zijn er overblijfselen van een pottenbakkerij gevonden, met goed bewaarde resten van ovens, en verder misbaksels en een bijgebouw. Begin 2008 werd er een deel van een Romeinse weg blootgelegd, die waarschijnlijk een straat van een kleine dorpskern vormde. Een deel daarvan is nog steeds zichtbaar in de inkomhal van de Federale Politie van Asse.
In Asse werden 150 Romeinse munten gevonden, vooral uit de 2de eeuw n.Chr. en 20 paardenbeeldjes in terracotta. In de naburige vicus van Elewijt werden ook zulke paardenbeeldjes gevonden. Deze beeldjes verwijzen wellicht naar de cultus van de Keltische godin Epona.

### Middeleeuwen
Tijdens het Karolingische tijdperk behoorde Asse tot de Brabantgouw. Het wordt gezien als een van de mogelijke centra van deze gouw. In de tijd van de Noormannen (ca. 900) zou er zich een belangrijke burcht hebben bevonden (zie Vita Berlendis).
Vanaf 1085/1086 maakte Asse deel uit van het landgraafschap Brabant onder de graven van Leuven, voorvaderen van de hertogen van Brabant. In de bestuurlijke geografie van het hertogdom Brabant ressorteerde Asse onder het kwartier Brussel.
De hertog van Brabant was in wezen ook heer VAN Asse. Er was te Asse evenwel ook een allodiale heerlijkheid, onafhankelijk van het hertogdom, bestuurd door de heer TOT Asse. 
In Asse bezaten hertog Godfried van Verdun en zijn zoon Herman van Verdun een domein dat zij tussen 1012 en 1015 voornamen te ruilen tegen dertig hoeven en een kerk te Buvrinnes die in het bezit waren van een zekere graaf Lambert (wellicht niet Lambert I van Leuven, maar wel Lambert, zoon van Reinier IV van Bergen). De ruil is echter niet doorgegaan. De erfgenamen van Lambert beklaagden zich het voorgestelde Asse niet te hebben ontvangen. Buvrinnes was ondertussen door de graven Verdun aan een abdij te Verdun geschonken. In deze abdij werd over de voorgenomen transactie omstreeks 1040 een valse oorkonde geproduceerd.  De abt wendde zich daarmee tot de Duitse keizer, die niet anders kon dan aan te bevelen om Buvrinnes aan de erfgenamen terug te geven. Asse is dus niet geruild met de graven van Leuven en is in het bezit gebleven van de graven van Verdun en hun nakomelingen, de paltsgraven van Lotharingen. 

Gelegen op het kruispunt van handelswegen en als belangrijk militair-strategisch knooppunt werd Asse doorheen de geschiedenis meermaals door invallende legers bezet en ook herhaaldelijk gebrandschat.

### 18e eeuw
Als voortzetting van zijn belangrijke schepenbank uit het ancien régime werd Asse bij de oprichting van het Dijledepartement door de Fransen in 1795 hoofdplaats van het kanton en zetel van een vredegerecht gemaakt.

### 19e eeuw
Het Paleis van de markies van Assche (gebouwd tussen 1856 en 1858) is een herenhuis in Italiaanse neorenaissance aan de Wetenschapsstraat 33 te Brussel, en de zetel van de Raad van State.

### Tweede Wereldoorlog
De gemeente werd rond 18 mei 1940 bezet door het Duitse leger en bevrijd op 3 september 1944. Minstens één weerstander werd naar het Auffanglager van Breendonk getransporteerd.

### Naoorlogse periode
Op 25 april 1966 vond in de gemeente de ramp van Walfergem plaats, een dramatisch verkeersongeval waarbij tien kinderen om het leven kwamen door een vrachtwagen die inreed op een groep leerlingen die verkeerslessen kregen aan de basisschool van Walfergem. Een jaar later, ten gevolge van het ongeval, werden er alcoholcontroles ingevoerd op de Belgische wegen.
Op 26 juni 1970 reed de laatste "boerentram" van de NMVB (Nationale Maatschappij van Buurtspoorwegen) tussen Asse en Brussel en werd vervangen door buslijnen. Die laatste rit was folklore.
In 1977 is de fusiegemeente Asse ontstaan uit de samenvoeging van Asse met Bekkerzeel, Kobbegem, Mollem, Relegem en Zellik.

## Geografie

### Kernen
Asse telt zes deelgemeenten, daarnaast kent de gemeente nog 6 andere woonkernen.
- Asse, met dorpskernen Asse-centrum, Asbeek, Asse-ter-Heide, Krokegem, Walfergem
- Bekkerzeel
- Kobbegem
- Mollem, met dorpskernen Mollem en Bollebeek
- Relegem
- Zellik, met het gehucht Neerzellik

### Deelgemeenten
| # | Naam       | Opp. (km²) | Inwoners (2020) | Inwoners per km² | NIS-code |
| - | ---------- | ---------- | --------------- | ---------------- | -------- |
| 1 | Asse       | 28,37      | 17.151          | 605              | 23002A   |
| 2 | Bekkerzeel | 1,54       | 640             | 415              | 23002F   |
| 3 | Kobbegem   | 3,68       | 863             | 235              | 23002C   |
| 4 | Mollem     | 6,66       | 2.229           | 335              | 23002B   |
| 5 | Relegem    | 3,61       | 1.567           | 434              | 23002D   |
| 6 | Zellik     | 6,36       | 11.037          | 1.735            | 23002E   |

### Geografische streek
De gemeente wordt afhankelijk van de bron gerekend tot de streek Brabantse Kouters en/of het Pajottenland.

### Aangrenzende gemeenten
| Aangrenzende gemeenten | Aangrenzende gemeenten | Aangrenzende gemeenten | Aangrenzende gemeenten | Aangrenzende gemeenten                                     |
| ---------------------- | ---------------------- | ---------------------- | ---------------------- | ---------------------------------------------------------- |
| Aalst (Oost-Vl.)       |                        | Opwijk                 |                        | Merchtem                                                   |
|                        |                        |                        |                        |                                                            |
| Affligem               | Wemmel                 |                        |                        |                                                            |
|                        |                        |                        |                        |                                                            |
| Ternat                 |                        | Dilbeek                |                        | Jette Ganshoren Sint-Agatha-Berchem (Brussels Hfdst. Gew.) |

## Bezienswaardigheden

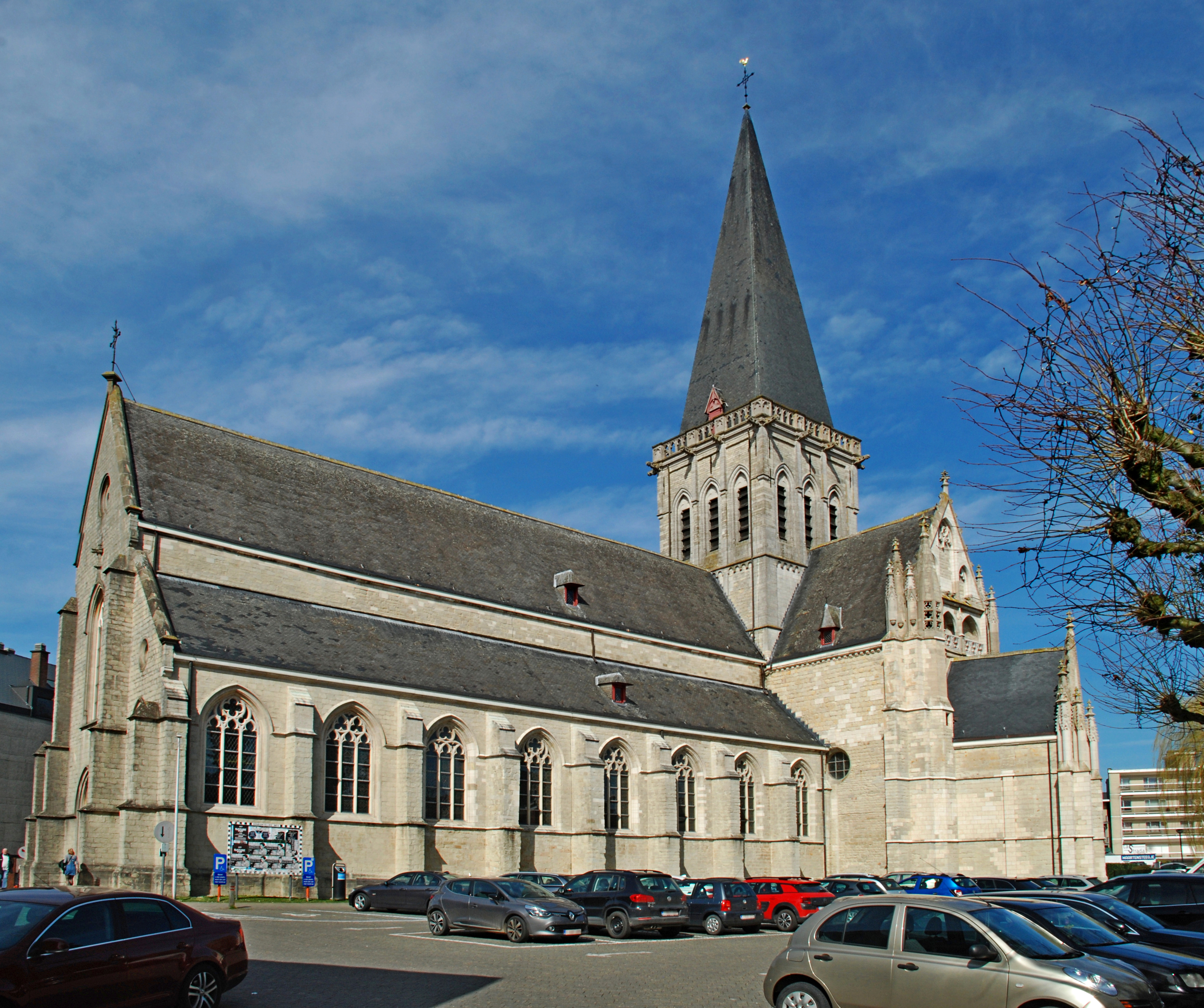
Sint-Martinuskerk

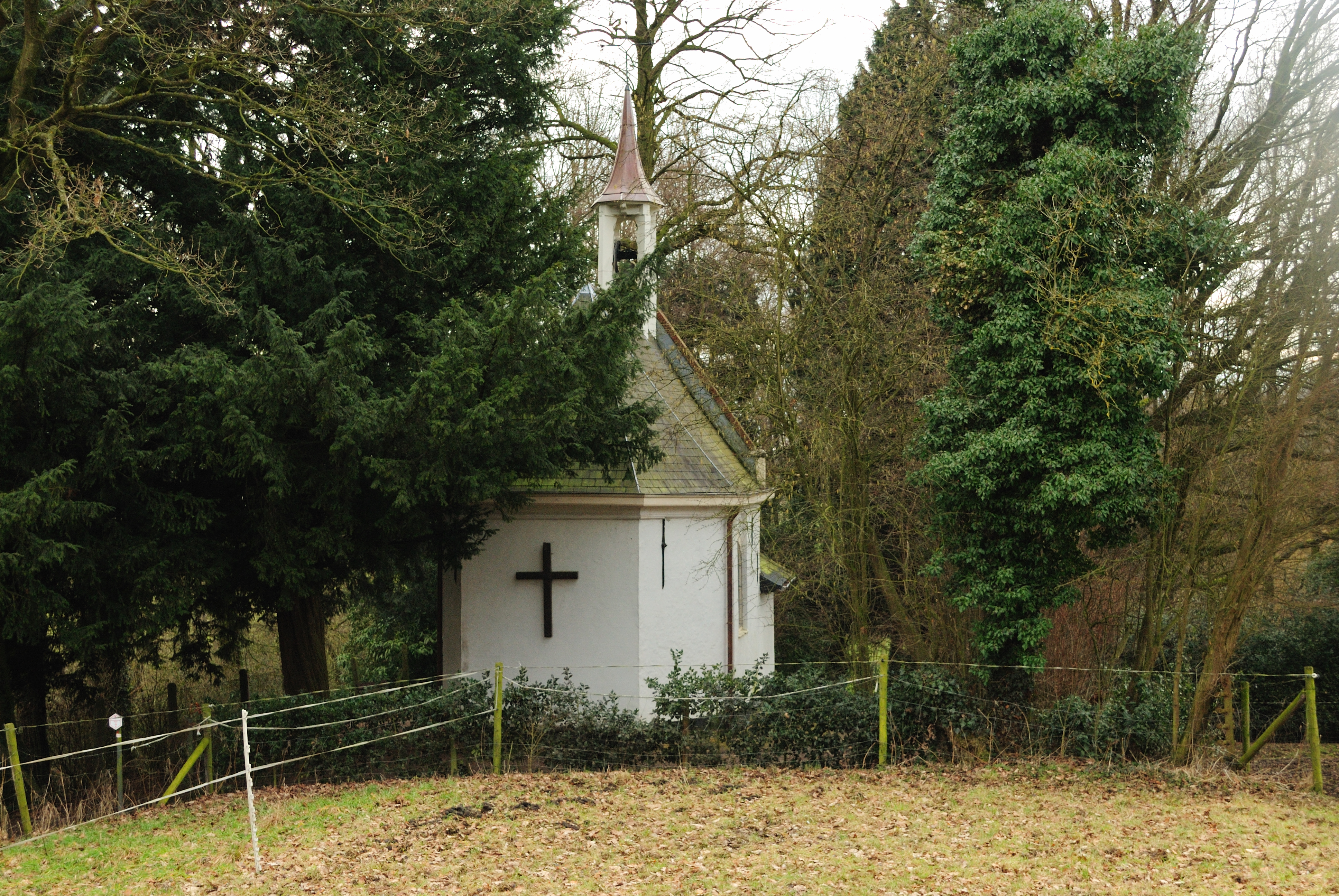
Kruisborrekapel

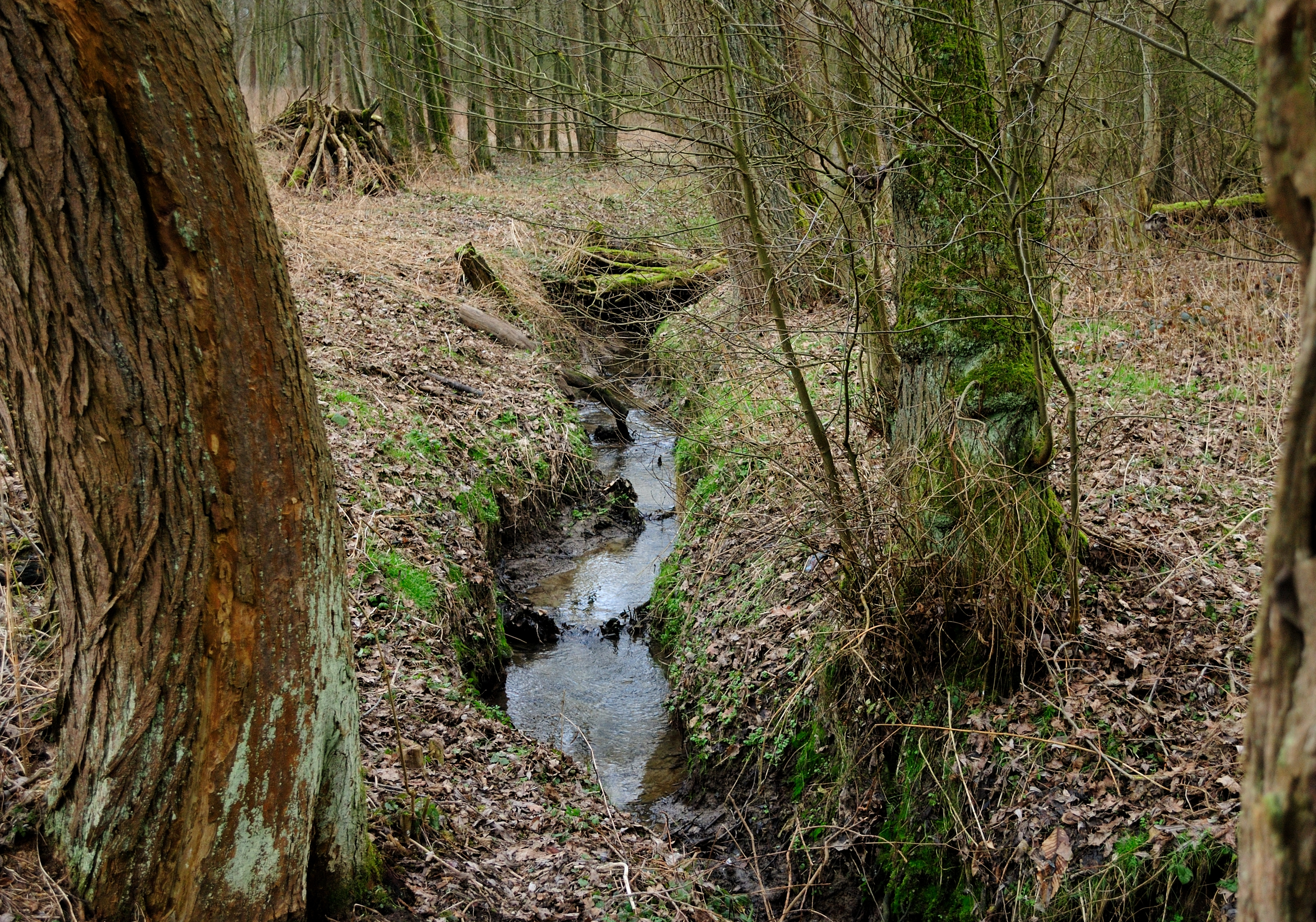
Broekbeek

- De gotische Sint-Martinuskerk (13e-17e eeuw;
- De Markt met een paar fraaie gebouwen uit de achttiende eeuw;
- Het Gemeentehuis van Asse;
- De Kruisborrekapel uit 1622 [9].
- Het Kasteel La Morette met hoeve en graanwindmolen[10]
- Het Kasteel Hoogpoort
- Het Ascanuscollege, te Walfergem
- De Kapelanij van Onze-Lieve-Vrouw van het Heilig Hart, te Walfergem
- De Petrus Ascanuskapel
- De IJzenbeekmolen
- De Morettemolen
- Het Zwartzustersklooster
- Het Onze-Lieve-Vrouwgasthuis

## Natuur en landschap
Asse is enigszins verstedelijkt. De hoogte varieert tussen 20 en 85 meter.
Het belangrijkste natuurgebied is het Kravaalbos nabij Asse-ter-Heide, waar ook wandel-, fiets- en mountainbikerouteszijn uitgezet. In het deelbekken van de Bellebeek ligt het natuurgebied Tomdries.

## Demografie

### Demografische evolutie voor de fusie
- Bronnen:NIS, Opm:1831 tot en met 1970=volkstellingen, 1976 = inwoners op 31 december

### Demografische ontwikkeling van de fusiegemeente
Alle historische gegevens hebben betrekking op de huidige gemeente, inclusief deelgemeenten, zoals ontstaan na de fusie van 1 januari 1977.
- Bronnen:NIS, Opm:1831 tot en met 1981=volkstellingen; 1990 en later= inwonertal op 1 januari

| Inwoners van jaar tot jaar op 1 januari 1992 tot heden | Inwoners van jaar tot jaar op 1 januari 1992 tot heden | Inwoners van jaar tot jaar op 1 januari 1992 tot heden |
| jaar                                                   | Aantal                                                 | Evolutie: 1992=index 100                               |
| ------------------------------------------------------ | ------------------------------------------------------ | ------------------------------------------------------ |
| 1992                                                   | 27.182                                                 | 100,0                                                  |
| 1993                                                   | 27.285                                                 | 100,4                                                  |
| 1994                                                   | 27.363                                                 | 101,7                                                  |
| 1995                                                   | 27.507                                                 | 101,2                                                  |
| 1996                                                   | 27.501                                                 | 101,2                                                  |
| 1997                                                   | 27.442                                                 | 101,0                                                  |
| 1998                                                   | 27.583                                                 | 101,5                                                  |
| 1999                                                   | 27.744                                                 | 102,1                                                  |
| 2000                                                   | 27.931                                                 | 102,8                                                  |
| 2001                                                   | 28.006                                                 | 103,0                                                  |
| 2002                                                   | 28.310                                                 | 104,1                                                  |
| 2003                                                   | 28.539                                                 | 105,0                                                  |
| 2004                                                   | 28.739                                                 | 105,7                                                  |
| 2005                                                   | 28.838                                                 | 106,1                                                  |
| 2006                                                   | 29.191                                                 | 107,4                                                  |
| 2007                                                   | 29.334                                                 | 107,9                                                  |
| 2008                                                   | 29.548                                                 | 108,7                                                  |
| 2009                                                   | 29.850                                                 | 109,8                                                  |
| 2010                                                   | 30.228                                                 | 111,2                                                  |
| 2011                                                   | 30.557                                                 | 112,4                                                  |
| 2012                                                   | 30.875                                                 | 113,6                                                  |
| 2013                                                   | 31.417                                                 | 115,6                                                  |
| 2014                                                   | 31.754                                                 | 116,8                                                  |
| 2015                                                   | 32.069                                                 | 118,0                                                  |
| 2016                                                   | 32.402                                                 | 119,2                                                  |
| 2017                                                   | 32.706                                                 | 120,3                                                  |
| 2018                                                   | 32.958                                                 | 121,2                                                  |
| 2019                                                   | 33.158                                                 | 122,0                                                  |
| 2020                                                   | 33.505                                                 | 123,3                                                  |
| 2021                                                   | 33.827                                                 | 124,4                                                  |
| 2022                                                   | 34.494                                                 | 126,9                                                  |
| 2023                                                   | 35.191                                                 | 129,5                                                  |
| 2024                                                   | 35.755                                                 | 131,5                                                  |
| 2025                                                   | 35.882                                                 | 132,0                                                  |

## Cultuur

### Evenementen
- De zaterdag vóór de derde zondag na 3 mei: jaarmarkt Mollem
- De tweede zaterdag van oktober: jaarmarkt Zellik
- Hopduvelfeesten: tweejaarlijks, doorgaans het tweede weekend van september

### Streekproducten
- Assekoeken
- Hopscheuten

### Vroeger en nu
- De Breugelfanfare[12]

## Gezondheidszorg
In Asse ligt een van de drie campussen van het Onze-Lieve-Vrouwziekenhuis. Tot aan de fusie op 31 december 2001 was dit samen met de campus Ninove het Fusieziekenhuis Heilig Hart Asse/Ninove.

## Economie
De gemeente is een regionaal diensten- en handelscentrum voor Midden-West-Brabant en hoofdplaats van het kanton Asse. Er zijn industriezones in Mollem, Zellik en Relegem.

## Vervoer
Asse ligt tussen de E40 (Ternat), de A12 (Meise) en de Brusselse ring (Zellik). De A11 (Brussel-Dendermonde-Zelzate) werd nooit aangelegd wegens een beslissing uit 1976. Daardoor, en mede door de aanwezigheid van verscheidene industriezones, is er in Asse centrum veel verkeersdrukte. De Rondweg heeft dit probleem slechts gedeeltelijk kunnen oplossen.
Asse heeft 3 treinstations: Asse, Zellik en Mollem, die bediend worden door de voorstadslijnen S3 (Oudenaarde - Zottegem - Brussel - Dendermonde) en S10 (Aalst - Denderleeuw - Brussel - Jette - Dendermonde).

## Politiek

#### 2013-2018
Burgemeester is Koen Van Elsen (CD&V). Hij leidt een coalitie bestaande uit CD&V, Open Vld en sp.a. Samen vormen ze de meerderheid met 17 op 31 zetels.

#### 2018-2024
Bij de gemeenteraadsverkiezingen van 14 oktober 2018 bleef de CD&V de grootste partij. Ze vormden een coalitie met N-VA. Samen vormen ze de meerderheid met 18 op 31 zetels.

#### 2024-2030
Bij de gemeenteraadsverkiezingen van 13 oktober 2024 won Team Burgemeester, de partij van huidig burgemeester Koen van Elsen, de verkiezingen op 1% na van hun vorige coalitiepartner N-VA. Ze vormden een coalitie met Ander Liberaal en Groen. Samen vormen ze de meerderheid met 18 op 33 zetels.

### Resultaten gemeenteraadsverkiezingen sinds 1976
| Partij of kartel     | Partij of kartel                                                             | 10-10-1976 | 10-10-1976 | 10-10-1982 | 10-10-1982 | 9-10-1988 | 9-10-1988 | 9-10-1994 | 9-10-1994 | 8-10-2000 | 8-10-2000 | 8-10-2006 | 8-10-2006 | 14-10-2012 | 14-10-2012 | 14-10-2018 | 14-10-2018 | 13-10-2024 | 13-10-2024 |
| Stemmen / Zetels     | Stemmen / Zetels                                                             | %          | 27         | %          | 29         | %         | 29        | %         | 29        | %         | 29        | %         | 29        | %          | 31         | %          | 31         | %          | 33         |
| -------------------- | ---------------------------------------------------------------------------- | ---------- | ---------- | ---------- | ---------- | --------- | --------- | --------- | --------- | --------- | --------- | --------- | --------- | ---------- | ---------- | ---------- | ---------- | ---------- | ---------- |
|                      | CVP1/ GVP2/ CD&V+N-VAA/ CD&V3/ Team BurgemeesterF                            | 39,621     | 13         | 34,251     | 12         | 40,071    | 14        | 37,512    | 13        | 21,551    | 7         | 35,71A    | 12        | 27,073     | 10         | 26,53      | 10         | 29,90F     | 12         |
|                      | VU1/ CD&V+N-VAA/ N-VA2                                                       | 18,751     | 5          | 18,061     | 5          | 10,751    | 3         | -         |           | 24,06B    | 8         | 35,71A    | 12        | 26,362     | 9          | 23,22      | 8          | 28,902     | 11         |
|                      | SAMENB                                                                       | -          |            | -          |            | -         |           | -         |           | 24,06B    | 8         | 28,33C    | 9         | -          |            | -          |            | -          |            |
|                      | PVV1/ KARTELD/ VLD2/ LST BurgemeesterC/ Open Vld3/ ANDERS4/ Anders Liberaal5 | -          |            | -          |            | 19,371    | 6         | 26,92D    | 9         | 20,392    | 7         | 28,33C    | 9         | 17,223     | 6          | 14,64      | 5          | 11,605     | 4          |
|                      | SP1/ KARTELD/ AS.PROE/ sp.a2/ Team BugemeesterF                              | 11,131     | 3          | 15,041     | 4          | 13,681    | 4         | 26,92D    | 9         | 6,41      | 1         | 10,6E     | 2         | 6,922      | 1          | 4,62       | 0          | F          |            |
|                      | AGALEV1/ AS.PROE/ Groen2                                                     | -          |            | 4,921      | 0          | 5,421     | 1         | 7,091     | 1         | 7,171     | 1         | 10,6E     | 2         | 6,382      | 1          | 10,82      | 3          | 9,002      | 2          |
|                      | Vlaams Blok1/ Vlaams Belang2                                                 | -          |            | -          |            | 3,191     | 0         | 10,121    | 2         | 10,941    | 3         | 16,082    | 4         | 4,862      | 1          | 5,82       | 1          | 8,402      | 2          |
|                      | Zellik1/ Zellik-Relegem2/ ZellikRelegem-Volk3/ B-A-Z4                        | 9,721      | 2          | -          |            | -         |           | 13,091    | 4         | 9,51      | 2         | 9,292     | 2         | 11,22      | 3          | 12,13      | 4          | 5,704      | 1          |
|                      | PVDA                                                                         | -          |            | -          |            | -         |           | -         |           | -         |           | -         |           | -          |            | 2,5        | 0          | 6,40       | 1          |
|                      | RL                                                                           | -          |            | 7,79       | 2          | 7,52      | 1         | -         |           | -         |           | -         |           | -          |            | -          |            | -          |            |
|                      | GEMBEL                                                                       | -          |            | 19,95      | 6          | -         |           | -         |           | -         |           | -         |           | -          |            | -          |            | -          |            |
|                      | V B                                                                          | 16,42      | 4          | -          |            | -         |           | -         |           | -         |           | -         |           | -          |            | -          |            | -          |            |
| Anderen(*)           | Anderen(*)                                                                   | 4,37       | 0          | -          |            | -         |           | 5,27      | 0         | -         |           | -         |           | -          |            | -          |            | -          |            |
| Totaal stemmen       | Totaal stemmen                                                               | 17566      | 17566      | 19040      | 19040      | 19607     | 19607     | 19804     | 19804     | 19835     | 19835     | 20470     | 20470     | 20253      | 20253      | 20915      | 20915      | 14024      | 14024      |
| Opkomst %            | Opkomst %                                                                    | 20470      | 20470      | 20253      | 20253      | 94,74     | 94,74     | 93,76     | 93,76     | 92,15     | 92,15     | 93,2      | 93,2      | 90,01      | 90,01      | 92,3       | 92,3       | 60,0       | 60,0       |
| Blanco en ongeldig % | Blanco en ongeldig %                                                         | 3,73       | 3,73       | 5,01       | 5,01       | 4,23      | 4,23      | 5,38      | 5,38      | 3,79      | 3,79      | 5,27      | 5,27      | 3,09       | 3,09       | 3,9        | 3,9        | 1,8        | 1,8        |

De rode cijfers en letters naast de gegevens duiden aan onder welke naam de partijen telkens bij een verkiezing opkwamen.

De zetels van de gevormde meerderheid staan vetjes afgedrukt. De grootste partij is in kleur.

(*) 1976: GB-RB (4,37%) / 1994: UNION (3,06%), W.O.W. (2,21%)

## Bekende Assenaren
- Jodocus Badius (1462-1535), drukker, uitgever en humanist
- Petrus van Assche (1530), franciscaner broeder
- Godefroid Kurth (1847-1916), historicus
- Emmanuel Geeurickx (1925-2013), muziekpedagoog
- Paul De Keersmaeker (1929-2022), politicus en bestuurder[18]
- Hilde Van Sumere (1932-2013), beeldhouwer
- Mandus De Vos (1935-1996), acteur
- Vic De Donder (1939-2015), journalist, auteur
- Ivan Sonck (1945), sportjournalist
- François De Ridder (1951-2007), dirigent en brandweerman
- Kris Rogiers (1951 – 2001), bestuurskundige
- Josse De Pauw (1952), acteur
- Pat Van Hemelrijck (1952), acteur
- Kaat Tilley (1959-2012), modeontwerper
- Franky De Buyst (1967), wielrenner
- Gilles De Bilde (1971), voetballer
- Steven De Neef (1971) wielrenner en ploegleider
- Pascal Deweze (1973), zanger, gitarist en muziekproducent
- Geert Van Rampelberg, (1975), acteur
- Gunter Thiebaut (1977), voetballer
- Émile Mpenza (1978), voetballer
- Lies Lefever (1980-2018), stand-upcomédienne
- Lander Van Droogenbroeck (1983), atleet
- Jürgen Roelandts (1985), wielrenner
- Sven Kums (1988), voetballer
- Jasper De Buyst (1993), wielrenner
- Dodi Lukebakio (1997), voetballer
- Brem Deman (2002), wielrenner

## Partnersteden
- Ilsede (Duitsland) (sinds 1976)
- Le Puy-Sainte-Réparade (Frankrijk) (sinds 1967) (verbroedering met deelgemeente Zellik)

## Nabijgelegen kernen
Asbeek, Sint-Katherina-Lombeek, Sint-Ulriks-Kapelle, Walfergem, Bollebeek, Krokegem